# Internationaux de Strasbourg 2015 - Qualificazioni singolare
Le qualificazioni del singolare dell'Internationaux de Strasbourg 2015 sono state un torneo di tennis preliminare per accedere alla fase finale della manifestazione. Le vincitrici dell'ultimo turno sono entrate di diritto nel tabellone principale. In caso di ritiro di una o più giocatrici aventi diritto a queste sono subentrate le lucky loser, ossia le giocatrici che hanno perso nell'ultimo turno ma che avevano una classifica più alta rispetto alle altre partecipanti che avevano comunque perso nel turno finale.

## Teste di serie
1. Varvara Lepchenko (qualificata)
2. Wang Qiang (qualificata)
3. Ol'ga Govorcova (qualificata)
4. Alla Kudrjavceva (ritirata)
5. Hsieh Su-wei (qualificata)
6. Taylor Townsend (primo turno)
7. Anna Tatišvili (primo turno)

1. Océane Dodin (ultimo turno, Lucky Loser)
2. Zhang Kailin (ultimo turno)
3. Risa Ozaki (ultimo turno)
4. Hiroko Kuwata (primo turno)
5. Gabriela Dabrowski (qualificata)
6. Katarzyna Piter (ultimo turno)

## Qualificate
1. Varvara Lepchenko
2. Wang Qiang
3. Ol'ga Govorcova

1. Gabriela Dabrowski
2. Hsieh Su-wei
3. Nadiia Kičenok

### Lucky Loser
1. Océane Dodin

## Tabellone

### Legenda
| - Q = Qualificato - WC = Wild card - LL = Lucky loser | - ALT = Alternate - SE = Special Exempt - PR = Protected Ranking | - w/o = Walkover - r = Ritirato - d = Squalificato |

### Sezione 1
|  | Primo turno | Primo turno       | Primo turno       | Primo turno | Primo turno |  |  | Ultimo turno | Ultimo turno      | Ultimo turno      | Ultimo turno | Ultimo turno |  |
|  |             |                   |                   |             |             |  |  |              |                   |                   |              |              |  |
|  |             |                   |                   |             |             |  |  |              |                   |                   |              |              |  |
|  |             |                   |                   |             |             |  |  | 1            | Varvara Lepchenko | Varvara Lepchenko | 6            | 6            |  |
|  |             | Constance Sibille | Constance Sibille | 6           | 6           |  |  |              | Constance Sibille | Constance Sibille | 3            | 0            |  |
|  | 11          | Hiroko Kuwata     | Hiroko Kuwata     | 1           | 2           |  |  |              |                   |                   |              |              |  |

### Sezione 2
|  | Primo turno | Primo turno   | Primo turno   | Primo turno | Primo turno |  |  | Ultimo turno | Ultimo turno | Ultimo turno | Ultimo turno | Ultimo turno |  |
|  |             |               |               |             |             |  |  |              |              |              |              |              |  |
|  |             |               |               |             |             |  |  |              |              |              |              |              |  |
|  |             |               |               |             |             |  |  | 2            | Wang Qiang   | Wang Qiang   | 7            | 6            |  |
|  |             | Laura Schäder | Laura Schäder | 63          | 4           |  |  | 9            | Zhang Kailin | Zhang Kailin | 5            | 3            |  |
|  | 9           | Zhang Kailin  | Zhang Kailin  | 7           | 6           |  |  |              |              |              |              |              |  |

### Sezione 3
|  | Primo turno | Primo turno     | Primo turno     | Primo turno | Primo turno |  |  | Ultimo turno | Ultimo turno    | Ultimo turno    | Ultimo turno | Ultimo turno |  |
|  |             |                 |                 |             |             |  |  |              |                 |                 |              |              |  |
|  | 3           | Ol'ga Govorcova | Ol'ga Govorcova | 6           | 6           |  |  |              |                 |                 |              |              |  |
|  | WC          | Margot Decker   | Margot Decker   | 1           | 1           |  |  | 3            | Ol'ga Govorcova | Ol'ga Govorcova | 6            | 6            |  |
|  |             | Asia Muhammad   | 4               | 78          | 6           |  |  |              | Asia Muhammad   | Asia Muhammad   | 2            | 2            |  |
|  | 7           | Anna Tatišvili  | 6               | 6           | 2           |  |  |              |                 |                 |              |              |  |

### Sezione 4
|  | Primo turno | Primo turno        | Primo turno        | Primo turno | Primo turno |  |  | Ultimo turno | Ultimo turno       | Ultimo turno | Ultimo turno | Ultimo turno |  |
|  |             |                    |                    |             |             |  |  |              |                    |              |              |              |  |
|  | 13          | Katarzyna Piter    | Katarzyna Piter    | 6           | 6           |  |  |              |                    |              |              |              |  |
|  |             | Françoise Abanda   | Françoise Abanda   | 3           | 3           |  |  | 13           | Katarzyna Piter    | 6            | 2            | 3            |  |
|  |             | Irina Ramialison   | Irina Ramialison   | 4           | 2           |  |  | 12           | Gabriela Dabrowski | 1            | 6            | 6            |  |
|  | 12          | Gabriela Dabrowski | Gabriela Dabrowski | 6           | 6           |  |  |              |                    |              |              |              |  |

### Sezione 5
|  | Primo turno | Primo turno  | Primo turno  | Primo turno | Primo turno |  |  | Ultimo turno | Ultimo turno | Ultimo turno | Ultimo turno | Ultimo turno |  |
|  |             |              |              |             |             |  |  |              |              |              |              |              |  |
|  | 5           | Hsieh Su-wei | Hsieh Su-wei | 6           | 6           |  |  |              |              |              |              |              |  |
|  | WC          | Sarah Finck  | Sarah Finck  | 0           | 3           |  |  | 5            | Hsieh Su-wei | Hsieh Su-wei | 7            | 7            |  |
|  |             |              |              |             |             |  |  | 8            | Océane Dodin | Océane Dodin | 5            | 5            |  |
|  |             |              |              |             |             |  |  |              |              |              |              |              |  |

### Sezione 6
|  | Primo turno | Primo turno     | Primo turno     | Primo turno | Primo turno |  |  | Ultimo turno | Ultimo turno   | Ultimo turno   | Ultimo turno | Ultimo turno |  |
|  |             |                 |                 |             |             |  |  |              |                |                |              |              |  |
|  | 6           | Taylor Townsend | Taylor Townsend | 4           | 1           |  |  |              |                |                |              |              |  |
|  |             | Nadiia Kičenok  | Nadiia Kičenok  | 6           | 6           |  |  |              | Nadiia Kičenok | Nadiia Kičenok | 6            | 6            |  |
|  | WC          | Lou Brouleau    | 6               | 4           | 0           |  |  | 10           | Risa Ozaki     | Risa Ozaki     | 3            | 4            |  |
|  | 10          | Risa Ozaki      | 2               | 6           | 6           |  |  |              |                |                |              |              |  |